# Ziółków
Ziółków – wieś w Polsce położona w województwie lubelskim, w powiecie łęczyńskim, w gminie Spiczyn.
| SIMC    | Nazwa     | Rodzaj    |
| ------- | --------- | --------- |
| 1022251 | Wydmuchów | część wsi |

Wieś szlachecka położona była w drugiej połowie XVI wieku w powiecie lubelskim województwa lubelskiego. W latach 1975–1998 miejscowość administracyjnie należała do ówczesnego województwa lubelskiego.
Wieś stanowi sołectwo gminy Spiczyn. Według Narodowego Spisu Powszechnego z roku 2011 wieś liczyła 277 mieszkańców.
Wierni Kościoła rzymskokatolickiego należą do parafii św. Anny w Kijanach.

## Historia
Wieś położona historycznie w powiecie lubelskim, parafii Nowogród. Nazwy miejscowe wsi w dokumentach źródłowych przyjmowały brzmienie w roku 1359 Zolkow(?), w 1409 Zolkow, 1416 Zolkowo, 1419 Szolkow, 1453 Syolkow.
W początkach XV wieku w roku 1428 Ziółów graniczył z Witaniowem, W roku 1452 miał miejsce podział wsi między braćmi Janem i Zbigniewem po połowie wraz z rzeką Wieprz od granic Kijan do Witaniowa i Osardowa. W roku 1462 wieś posiada granice z Witaniowem, Zezulinem i Sianożątkami.
W dokumentach źródłowych wieś wzmiankowana była po raz pierwszy w 1359 roku, dziedzicem był wówczas Wojsław Ziółkowski z Częstoborowic.
W XV wieku Ziółków należał do szlachcica Wacława (Więch-Wiechno Ziółkowski) – pierwszy znany z imienia właściciela Nowogrodu. W Ziółkowie znajdował się jego dwór. W 1452 r. część wsi otrzymał syn Wacława – Zbigniew.
Nazwisko Ziółkowskich pojawia się w księgach ziemskich przez całe stulecie XV wieku. W roku 1483 dziedzicem był Maciej Ziółkowski. W latach 1531–1533 odnotowano pobór z części Jana Kijeńskiego (względnie Kreńskiego) z 2 łanów i części Anny Ziółkowskiej łącznie z jej częścią w Zezulinie 3 ½ łana (RP).
W 1529 r. mieszkańcy wsi Ziółkowa, Stoczka i Zawieprzyc oddawali dziesięcinę plebanowi w Nowogrodzie.
W latach 1531–1533 w skład Nowogrodzkiej parafii nadal wchodziły wymienione wsie. W 1827 r. istniał młyn wodny, tartak, a z tutejszych pokładów wydobywano wapień. Folwark wchodził w skład dóbr Zezulin. Znajdował się tutaj także dwór drewniany z gankiem na 2 słupach, rysowany w 1873 r. przez Klemensa Junoszę – Szaniawskiego. Został rozebrany po parcelacji majątku w 1910 r. Wspominał o nim Wiktor Ziółkowski.
W tradycji miejscowej ludności zachowały się wspomnienia przeprawy przez Wieprz z Nowogrodu do Ziółkowa, usytuowanej u stóp „Spichrzowej Góry”.
Archeologia na terenie wsi
Badania powierzchniowe AZP potwierdzają istnienie w Ziółkowie śladów kultury trzcinieckiej i łużyckiej epoki brązu, w której praktykowano zwyczaj palenia ciał zmarłych.